# Copa Pan-Americana de Voleibol Feminino de 2003
O Copa Pan-Americana de Voleibol Feminino de 2003 foi a 2ª edição do torneio organizado pela União Pan-Americana de Voleibol (UPV), em parceria com a NORCECA e CSV, realizado no período de 30 a 5 de julho na cidade mexicana de Saltillo; competição que contou com a participação de oito equipes, serviu também como classificatório para edição do Grand Prix de Voleibol de 2004, cujas partidas foram realizadas no Centro de Convenciones de Coahuila.

## Seleções participantes
As seguintes seleções participaram da Copa Pan-Americana de Voleibol Feminino:
| Equipe               | Última participação |
| -------------------- | ------------------- |
| México               | (Sede), 4º em 2002  |
| Brasil               | Estreante           |
| Canadá               | 3º em 2002          |
| Cuba                 | 1º em 2002          |
| Estados Unidos       | 6º em 2002          |
| Porto Rico           | 7º em 2002          |
| República Dominicana | 2º em 2002          |
| Venezuela            | 2º em 2002          |

## Formato da disputa
As oito seleções foram divididas proporcionalmente em Grupos A e B; em cada grupo as seleções se enfrentam entre si, e ao final dos confrontos a melhor  equipe de cada grupo classifica-se automaticamente para as semifinais,; já as segundas e terceiras posições de cada grupo disputaram as quartas de finais (cruzamento olímpico), e as quintas colocadas definiram a posições inferiores.
O pódio foi definido entre os vencedores das semifinais e o terceiro lugar com os respectivos perdedores da referida fase; os eliminados nas quartas de final definiram a quinta posição.
A pontuação conforme regulamento da competição foi firmada da seguinte forma:
- Partida vencida = 2 pontos;
- Partida perdida = 1 ponto;
- Partida abandonada = 0 ponto.

Em caso de desempate, foram adotados os seguintes critérios:
1. Proporção entre pontos ganhos e pontos perdidos (razão de pontos).
2. Proporção entre os sets ganhos e os sets perdidos (relação Sets).
3. Se o empate persistir entre duas equipes, a prioridade é dada à equipe que venceu a última partida entre as equipes envolvidas.
4. Se o empate persistir entre três equipes ou mais, uma nova classificação será feita levando-se em conta apenas as partidas entre as equipes envolvidas.

## Fase classificatória
Classificação

## Grupo A
|     |                |     | Jogos | Jogos | Jogos | Resultados | Resultados | Resultados | Resultados | Resultados | Resultados | Sets | Sets | Sets  | Pontos | Pontos | Pontos |
| Pos | Equipe         | Pts | T     | V     | D     | 3–0        | 3–1        | 3–2        | 2–3        | 1–3        | 0–3        | V    | P    | R     | V      | P      | R      |
| --- | -------------- | --- | ----- | ----- | ----- | ---------- | ---------- | ---------- | ---------- | ---------- | ---------- | ---- | ---- | ----- | ------ | ------ | ------ |
| 1   | Estados Unidos | 9   | 3     | 3     | 0     | 3          | 0          | 0          | 0          | 0          | 0          | 9    | 0    | MAX   | 225    | 162    | 1.389  |
| 2   | Brasil         | 6   | 3     | 2     | 1     | 2          | 0          | 0          | 0          | 0          | 1          | 6    | 3    | 2,000 | 206    | 195    | 1.056  |
| 3   | Canadá         | 3   | 3     | 1     | 2     | 0          | 1          | 0          | 0          | 0          | 2          | 3    | 7    | 0.429 | 238    | 255    | 0.933  |
| 4   | Porto Rico     | 0   | 3     | 0     | 3     | 0          | 0          | 0          | 0          | 1          | 2          | 1    | 9    | 0.111 | 248    | 262    | 0.947  |

Resultados
| 30 de junho de 2003 14ː00 Relatório | Porto Rico  | 1 — 3             | Canadá | Centro de Convenciones de Coahuila, Saltillo |
| 30 de junho de 2003 14ː00 Relatório | 25 22 18 23 | Set 1 Set 2 Set 3 | 22 25  | Centro de Convenciones de Coahuila, Saltillo |

| 30 de junho de 2003 18ː00 Relatório | Estados Unidos | 3 — 0             | Brasil   | Centro de Convenciones de Coahuila, Saltillo |
| 30 de junho de 2003 18ː00 Relatório | 25             | Set 1 Set 2 Set 3 | 22 20 14 | Centro de Convenciones de Coahuila, Saltillo |

| 1 de julho de 2003 14ː00 Relatório | Brasil | 3 — 0             | Canadá   | Centro de Convenciones de Coahuila, Saltillo |
| 1 de julho de 2003 14ː00 Relatório | 25     | Set 1 Set 2 Set 3 | 18 21 19 | Centro de Convenciones de Coahuila, Saltillo |

| 1 de julho de 2003 18ː00 Relatório | Estados Unidos | 3 — 0             | Porto Rico | Centro de Convenciones de Coahuila, Saltillo |
| 1 de julho de 2003 18ː00 Relatório | 25             | Set 1 Set 2 Set 3 | 15 19 21   | Centro de Convenciones de Coahuila, Saltillo |

| 2 de julho de 2003 14ː00 Relatório | Cuba | 3 — 0             | República Dominicana | Centro de Convenciones de Coahuila, Saltillo |
| 2 de julho de 2003 14ː00 Relatório | 25   | Set 1 Set 2 Set 3 | 14 15 21             | Centro de Convenciones de Coahuila, Saltillo |

| 2 de julho de 2003 18ː00 Relatório | Brasil | 3 — 0             | Porto Rico | Centro de Convenciones de Coahuila, Saltillo |
| 2 de julho de 2003 18ː00 Relatório | 25     | Set 1 Set 2 Set 3 | 14 15 21   | Centro de Convenciones de Coahuila, Saltillo |

## Grupo B
|     |                      |     | Jogos | Jogos | Jogos | Resultados | Resultados | Resultados | Resultados | Resultados | Resultados | Sets | Sets | Sets  | Pontos | Pontos | Pontos |
| Pos | Equipe               | Pts | T     | V     | D     | 3–0        | 3–1        | 3–2        | 2–3        | 1–3        | 0–3        | V    | P    | R     | V      | P      | R      |
| --- | -------------------- | --- | ----- | ----- | ----- | ---------- | ---------- | ---------- | ---------- | ---------- | ---------- | ---- | ---- | ----- | ------ | ------ | ------ |
| 1   | Cuba                 | 9   | 3     | 3     | 0     | 3          | 0          | 0          | 0          | 0          | 0          | 9    | 0    | MAX   | 329    | 273    | 1.205  |
| 2   | República Dominicana | 6   | 3     | 2     | 1     | 2          | 0          | 0          | 0          | 0          | 1          | 6    | 3    | 2,000 | 333    | 281    | 1.185  |
| 3   | Venezuela            | 3   | 3     | 1     | 2     | 0          | 1          | 0          | 0          | 0          | 2          | 3    | 7    | 0.429 | 328    | 282    | 1.163  |
| 4   | México               | 0   | 3     | 0     | 3     | 0          | 0          | 0          | 0          | 1          | 2          | 1    | 9    | 0.111 | 255    | 270    | 0.944  |

Resultados
| 30 de junho de 2003 16ː00 Relatório | Cuba | 3 — 0             | Venezuela | Centro de Convenciones de Coahuila, Saltillo |
| 30 de junho de 2003 16ː00 Relatório | 25   | Set 1 Set 2 Set 3 | 18 16 23  | Centro de Convenciones de Coahuila, Saltillo |

| 30 de junho de 2003 20ː00 Relatório | República Dominicana | 3 — 0             | México   | Centro de Convenciones de Coahuila, Saltillo |
| 30 de junho de 2003 20ː00 Relatório | 25                   | Set 1 Set 2 Set 3 | 21 19 16 | Centro de Convenciones de Coahuila, Saltillo |

| 1 de julho de 2003 20ː00 Relatório | Cuba     | 3 — 0             | México   | Centro de Convenciones de Coahuila, Saltillo Público: 4500 |
| 1 de julho de 2003 20ː00 Relatório | 25 27 25 | Set 1 Set 2 Set 3 | 19 25 23 | Centro de Convenciones de Coahuila, Saltillo Público: 4500 |

| 1 de julho de 2003 18ː00 Relatório | República Dominicana | 3 — 0             | Venezuela | Centro de Convenciones de Coahuila, Saltillo |
| 1 de julho de 2003 18ː00 Relatório | 27 25                | Set 1 Set 2 Set 3 | 25 15 11  | Centro de Convenciones de Coahuila, Saltillo |

| 2 de julho de 2003 16ː00 Relatório | Cuba | 3 — 0             | República Dominicana | Centro de Convenciones de Coahuila, Saltillo |
| 2 de julho de 2003 16ː00 Relatório | 25   | Set 1 Set 2 Set 3 | 14 15 21             | Centro de Convenciones de Coahuila, Saltillo |

| 2 de julho de 2003 20ː00 Relatório | Venezuela | 3 — 1                   | México      | Centro de Convenciones de Coahuila, Saltillo Público: 5000 |
| 2 de julho de 2003 20ː00 Relatório | 25 20 25  | Set 1 Set 2 Set 3 Set 4 | 21 25 15 21 | Centro de Convenciones de Coahuila, Saltillo Público: 5000 |

## Fase final

### Chaveamento final
|  | Semifinais           | Semifinais           |   |                  | Final            | Final |  |
|  |                      |                      |   |                  |                  |       |  |
|  | 4 de julho-18ː00     |                      |   |                  |                  |       |  |
|  | Estados Unidos       | 3                    |   |                  |                  |       |  |
|  | Brasil               | 1                    |   |                  |                  |       |  |
|  |                      |                      |   |                  |                  |       |  |
|  |                      |                      |   |                  | 5 de julho-20ː00 |       |  |
|  |                      |                      |   |                  | Estados Unidos   | 3     |  |
|  |                      | República Dominicana | 0 |                  |                  |       |  |
|  |                      |                      |   |                  |                  |       |  |
|  |                      |                      |   |                  |                  |       |  |
|  |                      |                      |   |                  | Terceiro lugar   |       |  |
|  | 4 de julho-20ː00     | 4 de julho-20ː00     |   | 5 de julho-18ː00 | 5 de julho-18ː00 |       |  |
|  | República Dominicana | 3                    |   | Brasil           | 0                |       |  |
|  | Estados Unidos       | 2                    |   |                  | Cuba             | 3     |  |

## Sétimo lugar
| 3 de julho de 2003 16ː00 Relatório | Porto Rico | 3 — 1                   | México      | Centro de Convenciones de Coahuila, Saltillo |
| 3 de julho de 2003 16ː00 Relatório | 25 13 25   | Set 1 Set 2 Set 3 Set 4 | 17 25 23 20 | Centro de Convenciones de Coahuila, Saltillo |

## Quartas de final
Resultados
| 3 de julho de 2003 18ː00 Relatório | Brasil | 3 — 0                   | Venezuela | Centro de Convenciones de Coahuila, Saltillo |
| 3 de julho de 2003 18ː00 Relatório | 25     | Set 1 Set 2 Set 3 Set 4 | 23 19 18  | Centro de Convenciones de Coahuila, Saltillo |

| 3 de julho de 2003 20ː00 Relatório | República Dominicana | 3 — 0                   | Canadá   | Centro de Convenciones de Coahuila, Saltillo |
| 3 de julho de 2003 20ː00 Relatório | 25                   | Set 1 Set 2 Set 3 Set 4 | 21 20 21 | Centro de Convenciones de Coahuila, Saltillo |

## Quinto lugar
Resultado
| 4 de julho de 2003 16ː00 Relatório | Venezuela | 3 — 1                   | Canadá      | Centro de Convenciones de Coahuila, Saltillo |
| 4 de julho de 2003 16ː00 Relatório | 17 25 26  | Set 1 Set 2 Set 3 Set 4 | 25 20 16 24 | Centro de Convenciones de Coahuila, Saltillo |

## Semifinais
Resultados
| 4 de julho de 2003 18ː00 Relatório | Estados Unidos | 3 — 1                   | Brasil      | Centro de Convenciones de Coahuila, Saltillo |
| 4 de julho de 2003 18ː00 Relatório | 25 22 25       | Set 1 Set 2 Set 3 Set 4 | 20 25 20 16 | Centro de Convenciones de Coahuila, Saltillo |

| 4 de julho de 2003 20ː00 Relatório | República Dominicana | 3 — 2                         | Cuba           | Centro de Convenciones de Coahuila, Saltillo |
| 4 de julho de 2003 20ː00 Relatório | 24 23 25 27          | Set 1 Set 2 Set 3 Set 4 Set 5 | 26 25 21 16 15 | Centro de Convenciones de Coahuila, Saltillo |

## Terceiro lugar
Resultado
| 5 de julho de 2003 18ː00 Relatório | Brasil   | 0 — 3             | Cuba  | Centro de Convenciones de Coahuila, Saltillo |
| 5 de julho de 2003 18ː00 Relatório | 16 19 30 | Set 1 Set 2 Set 3 | 25 32 | Centro de Convenciones de Coahuila, Saltillo |

## Final lugar
Resultado
| 5 de julho de 2003 20ː00 Relatório | Brasil | 3 — 0             | Cuba     | Centro de Convenciones de Coahuila, Saltillo |
| 5 de julho de 2003 20ː00 Relatório | 25     | Set 1 Set 2 Set 3 | 20 18 19 | Centro de Convenciones de Coahuila, Saltillo |